# Raketenangriff auf Hrosa

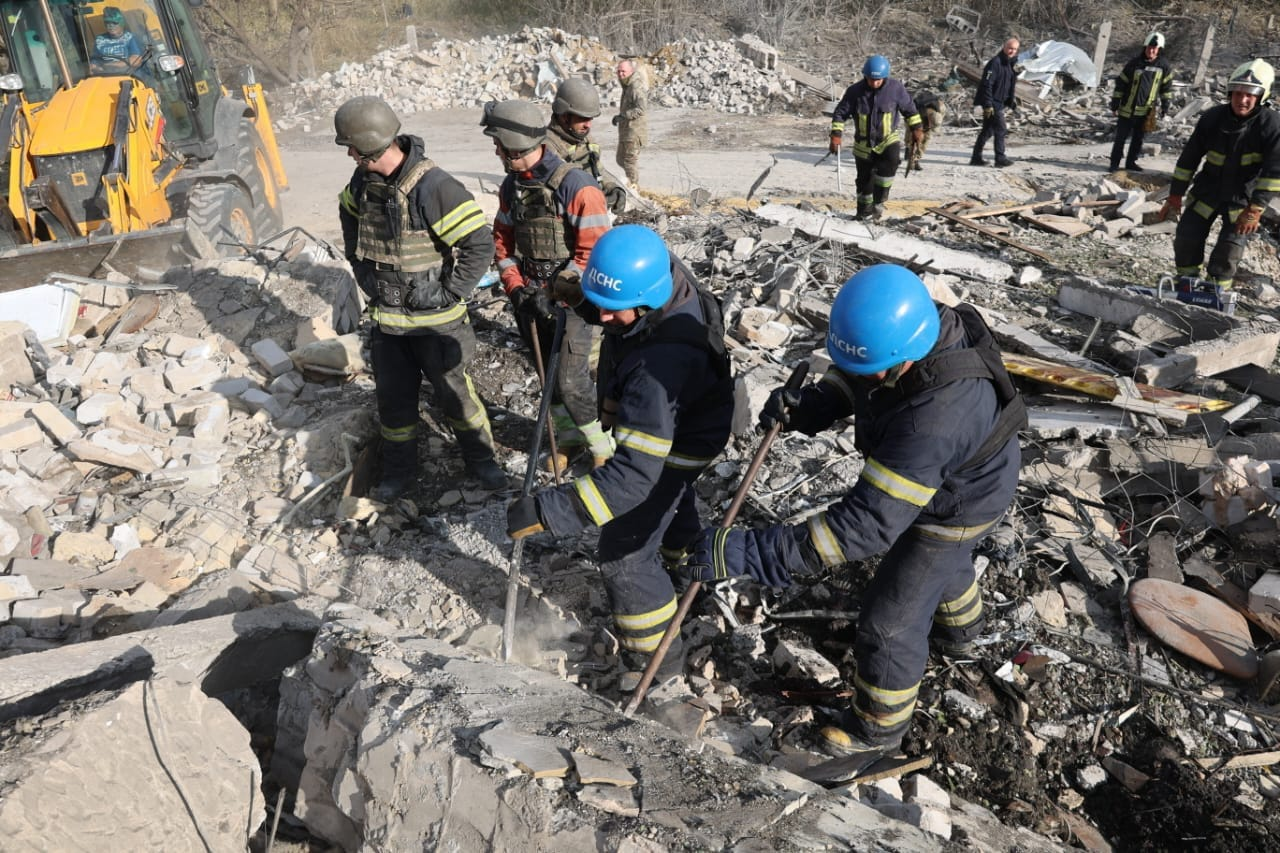
Hrosa nach einem Raketenangriff am 5. Oktober 2023

Bei einem Raketenangriff auf Hrosa im Rajon Kupjansk in der ukrainischen Oblast Charkiw wurden am 5. Oktober 2023 nach offiziellen Angaben 59 Menschen getötet. Es war der opferreichste Angriff in der Oblast Charkiw seit Kriegsbeginn sowie der bis dahin tödlichste des Jahres 2023 in der gesamten Ukraine.

## Hintergrund
Vor Beginn der russischen Großinvasion in der Ukraine im Jahr 2022 lebten 500 Menschen im Dorf. Das Dorf war sechs Monate lang durch Russen besetzt und wurde dann während der ukrainischen Gegenoffensive im Herbst 2022 befreit. Etwa einhundert Menschen kehrten in das Dorf zurück, so dass Hrosa zum Zeitpunkt des Raketenangriffs offiziell 330 Einwohner hatte. Angesichts vorrückender russischer Truppen hatte die ukrainische Regierung im August 2023 eine Evakuierung von 37 Ortschaften nahe der Bezirkshauptstadt Kupjansk angeordnet, so dass diese Zahl wieder gesunken war.
Ein Café, das gleichzeitig als Lebensmittelgeschäft fungierte, soll gegen 13:15 Uhr von einer russischen Rakete getroffen worden sein, als sich dort etwa 60 Bewohner nach einem Gedenkgottesdienst für den gefallenen ukrainischen Soldaten Andryj Kosyr versammelten. Der Soldat war bereits im März 2022 bei Popasna gefallen und bei Dnipro beerdigt worden und sollte nun durch seinen Sohn in seinen Heimatort umgebettet werden. Der Sohn hatte anfangs zusammen mit seinem Vater gegen die russischen Truppen gekämpft, später aber aus gesundheitlichen Gründen das Militär verlassen. Das Café wurde fast vollständig zerstört.

## Opfer
Eine Iskander-Rakete soll bei dem Angriff auf das Dorf, das sich im Oktober 2023 etwa 50 Kilometer von der Frontlinie entfernt befand, zum Einsatz gekommen sein. Dies erschwerte die Identifizierung der Todesopfer. Aufgrund der schweren Zerstörungen ging man am Folgetag zunächst von 52 Toten aus. In dem kleinen Ort war nach ukrainischen Angaben wahrscheinlich jede Familie von dem Beschuss betroffen, da zum Gedenkessen aus jedem Hof eine Person eingeladen war.
Später erhöhte sich die Zahl der Toten auf 59, da man unter den Trümmern weitere Opfer fand. Während die russische Seite darauf spekulierte, dass man ukrainische Kämpfer töten würde, erwiesen sich die Opfer mehrheitlich als Angehörige des Opfers sowie als Dorfbewohner. Allein 20 Tote waren Familienangehörige. Weitere 26 Opfer stammten aus dem Dorf und waren über 45 Jahre alt. Zudem starben zwei Dorfbewohner, deren Alter nicht angegeben wurde. Die restlichen Toten waren vier Freunde des Beerdigten im Alter von 44 bis 60 Jahren, vier Verwandte des Cafébesitzers, 42 bis 63 Jahre alt, eine 62-jährige Krankenschwester sowie die für das Gedenkessen verantwortliche fünfzig Jahre alte Frau. Neben diesen 58 identifizierten Toten gab es ein weiteres nicht genauer benanntes Todesopfer. Laut ukrainischen Angaben waren alle Opfer Zivilisten, darunter Rentner, Ärzte, Landwirte, Lehrer und Unternehmer. Mehr als die Hälfte aller Toten war weiblich. Mindestens 24 der getöteten Menschen waren älter als 60 Jahre und das jüngste Opfer war acht Jahre alt. Bei 19 der Toten war ein DNA-Test zur Identifizierung notwendig.

## Untersuchung
Ein Team aus acht Menschenrechtsbeobachtern der Vereinten Nationen, darunter der Leiter der Menschenrechtsbeobachtungsmission der Vereinten Nationen in der Ukraine, hat sich am Tag nach dem Raketenangriff auf den Weg nach Hrosa gemacht, um mögliche Beweismittel über grobe Verstöße gegen das humanitäre Völkerrecht, die Kriegsverbrechen gleichkämen, zu sammeln. Die Identifizierung der Opfer erfolgte durch Anwohner sowie mithilfe mobiler DNA-Labore.

## Täter
Der ukrainische Inlandsgeheimdienst SBU identifizierte zwei ehemalige Anwohner als mutmaßliche Tatbeteiligte. Die beiden Brüder sollen demnach zunächst als Kollaborateure der russischen Besatzer in der Abteilung für innere Angelegenheiten der Militär- und Zivilverwaltung der Region Charkiw angestellt gewesen und nach der Befreiung nach Belgorod abgewandert sein, von wo aus sie für den Geheimdienst arbeiteten und ein Informantennetzwerk aufbauten. Auch eine der Toten war im Dorf als Informantin bekannt. In Hrosa nahm man allgemein an, dass der Hinweis eines Einheimischen zu dem Angriff geführt habe, weshalb der SBU die Telefonate der Bewohner kontrollierte. Insgesamt mehr als 50 Personen wurden auf ihre Tatbeteiligung hin untersucht. Dabei wurde festgestellt, dass die geflohenen Brüder auf subtile Weise in Gesprächen an die Informationen kamen, wer teilnehmen sowie wo und wann die Gedenkfeier stattfinden werde. Diese gaben sie an ihre Vorgesetzten weiter, wie in einem Telefonat des jüngeren Bruders mit seiner Frau nachgewiesen wurde.
Am 12. Februar 2024 wurde durch die Staatsanwaltschaft der Oblast Charkiw und andere Strafverfolgungsbehörden gegen einen der beiden Brüder Anklage in Abwesenheit wegen Hochverrats erhoben. Ein laut der Ukraine für den Angriff mitverantwortlicher Batteriekommandeur der 112. Raketenbrigade (Militäreinheit 03333) des russischen, westlichen Militärbezirks wurde am 3. Januar 2025 in Schuja durch eine Explosion schwer verletzt und erlag Anfang Februar 2025 seinen Verletzungen.

## Reaktionen
Der ukrainische Präsident Wolodymyr Selenskyj bezeichnete den „absichtlichen Raketenangriff“ als „brutale, genozidähnliche Aggression Russlands“. EU-Außenbeauftragter Josep Borrell verurteilte den Angriff und sprach von einem neuen Meilenstein. António Guterres, UN-Generalsekretär, mahnte, dass zivile Ziele nach dem Völkerrecht unter besonderem Schutz stehen.
Nach dem Angriff ließ die russische Regierung durch ihren Sprecher Dmitri Peskow verlauten, dass das russische Militär keine zivilen Ziele angreife.
Die Oblast Charkiw verkündete drei Trauertage.
Am nächsten Tag legten Bürger in Moskau an einem Denkmal Blumen für die Opfer nieder. In der Nachbarschaft seien fast alle gelben und blauen Blumen – die Nationalfarben der Ukraine – ausverkauft, zitierte das unabhängige Internetportal Astra eine Augenzeugin.

## Aufnahmen nach dem Angriff

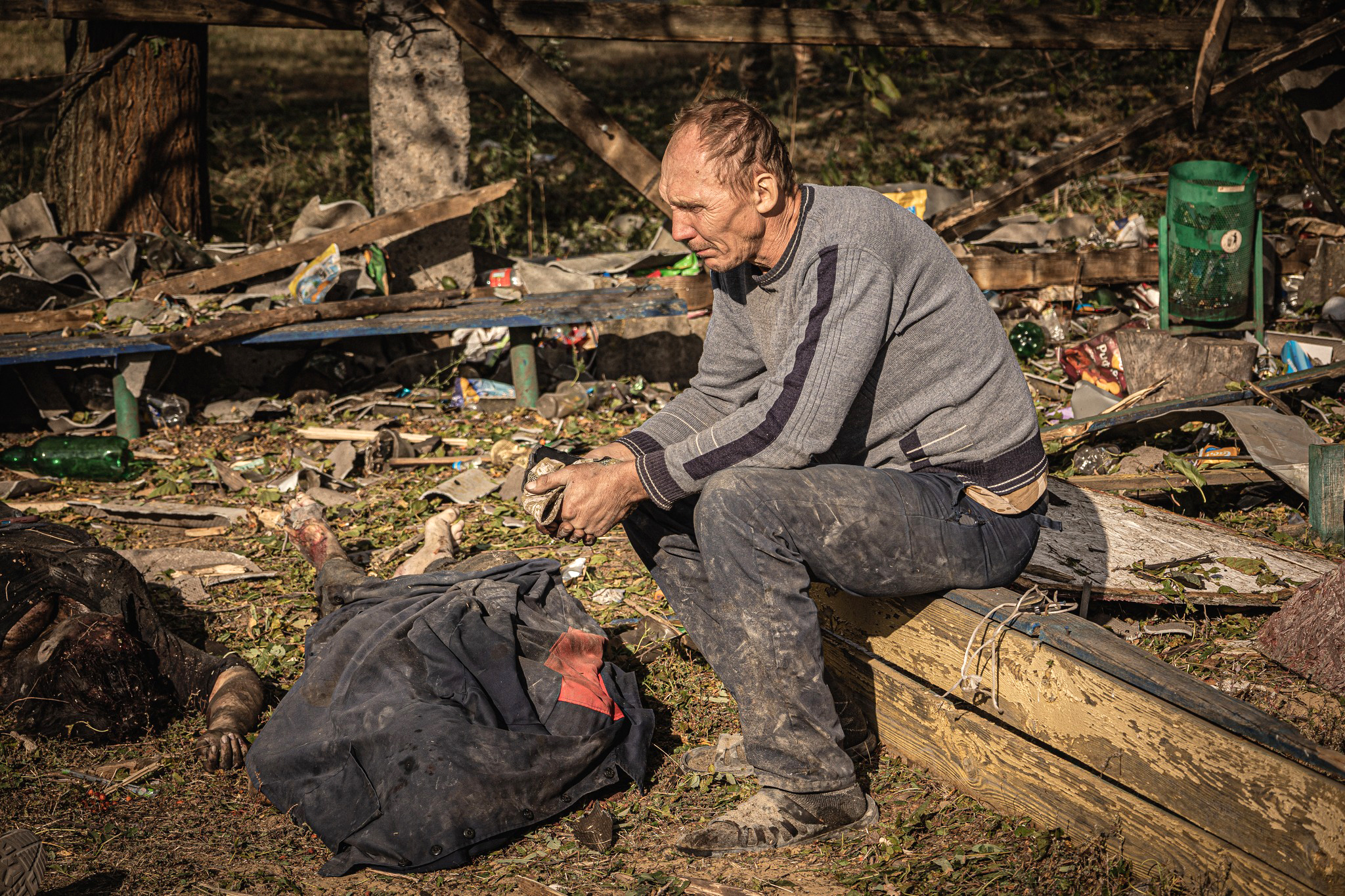
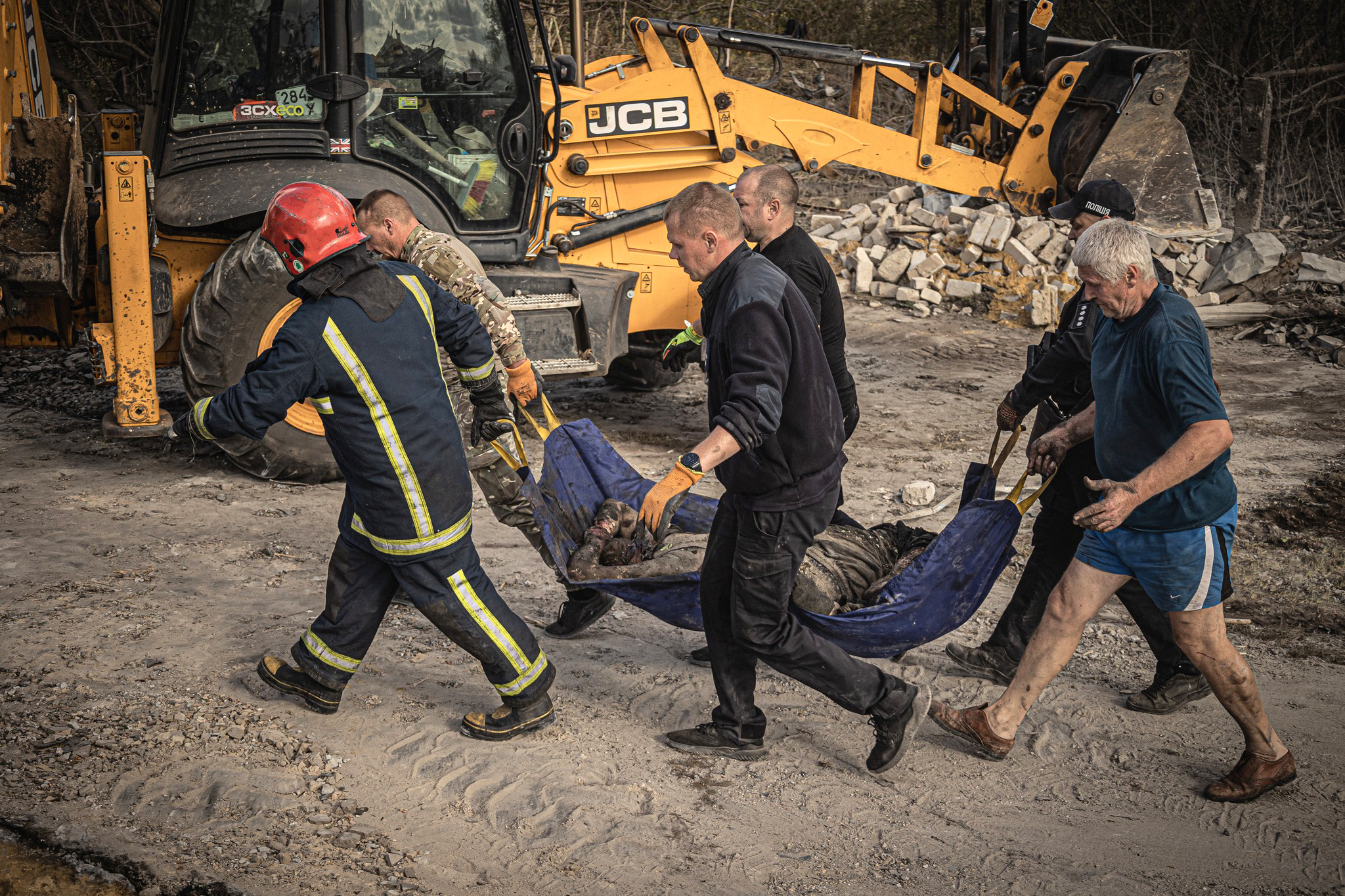
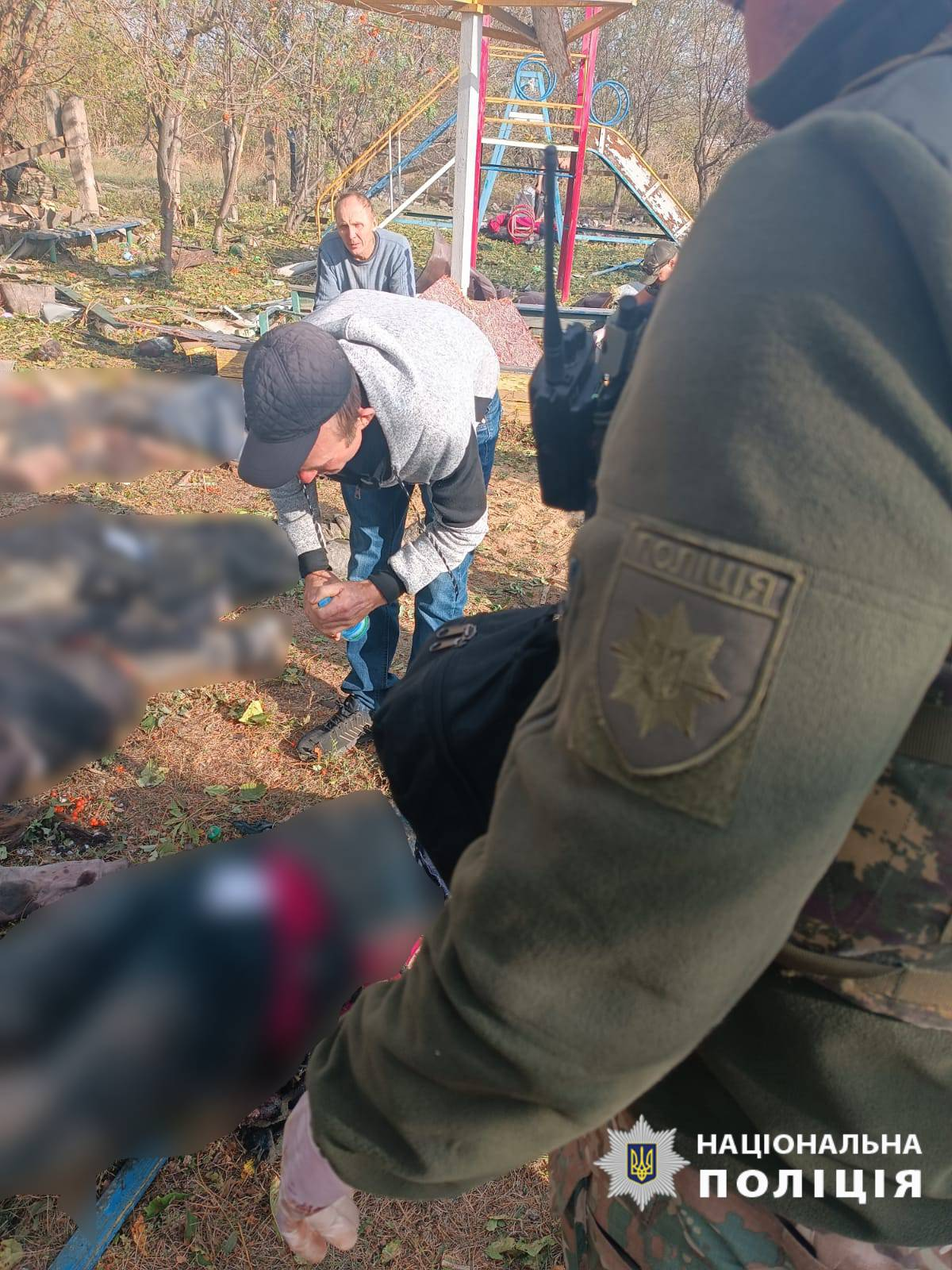
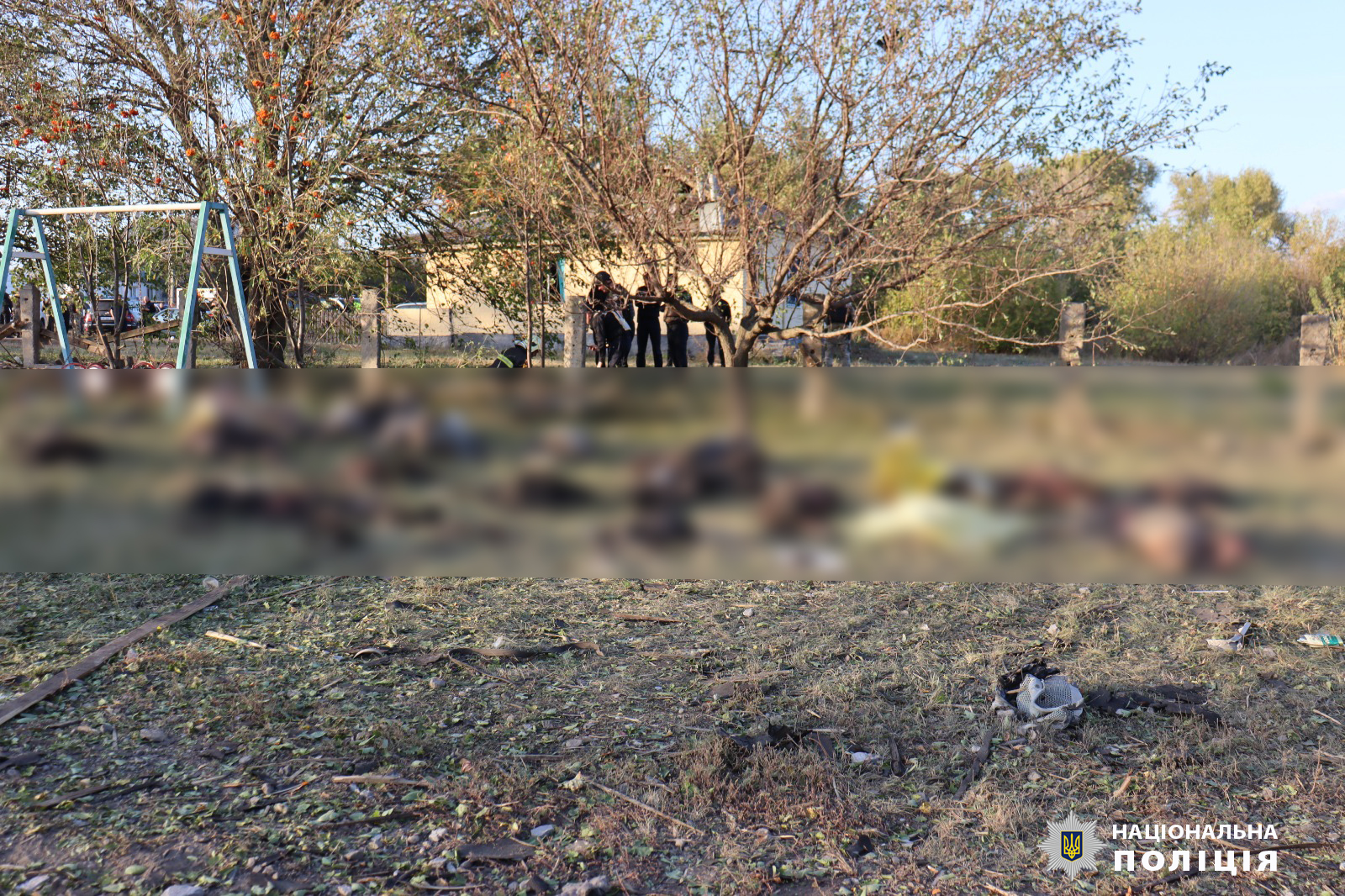
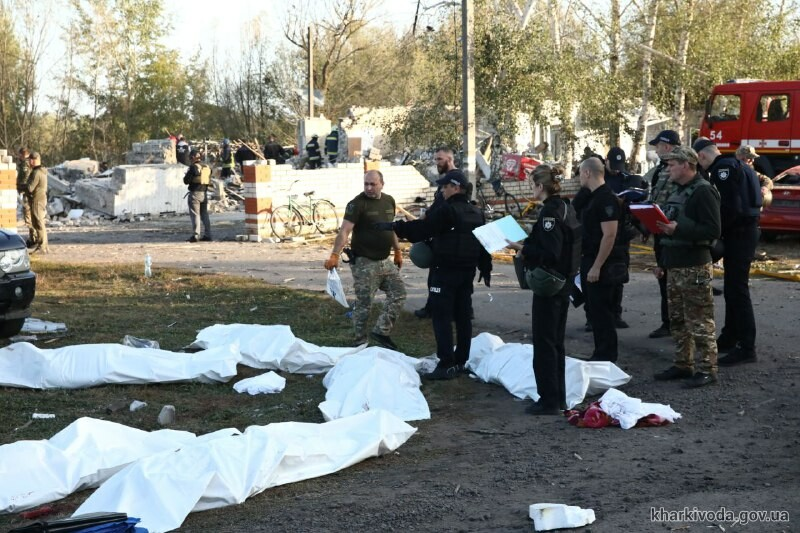
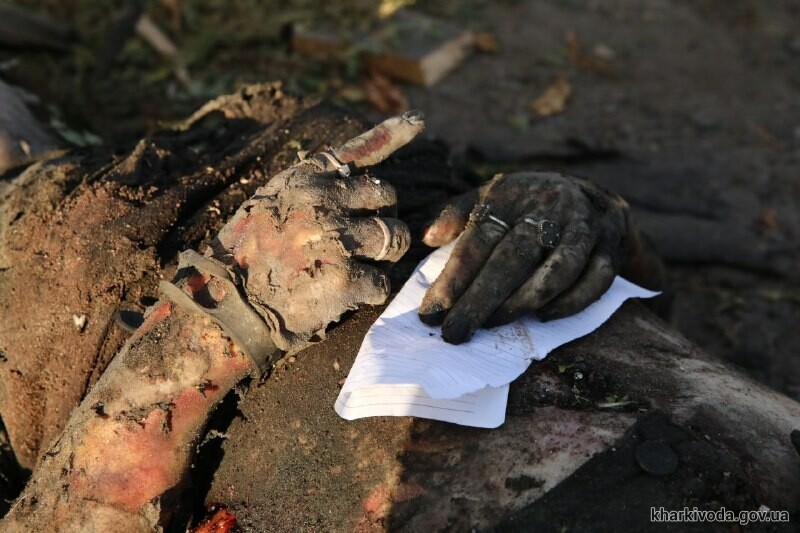
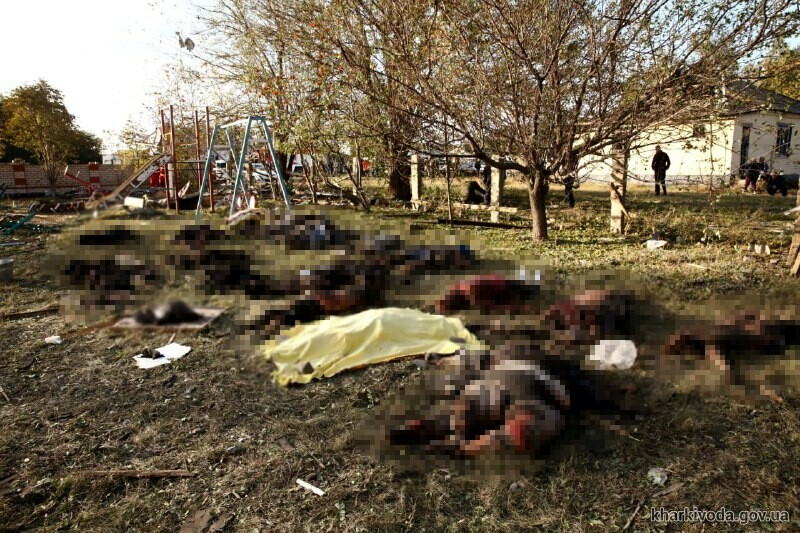